# 顺德 (朱宸濠)
顺德（預定1519年啟用）是明朝宁王朱宸濠的年号。朱宸濠起初打算僭稱帝王，改年號為順德，李士實、劉養正等人勸說而停止。

## 西曆紀年對照表
| 顺德 | 元年   |
| ---- | ------ |
| 公元 | 1519年 |
| 干支 | 己卯   |

## 同期存在的其他政权年号
- 中國 
  - 正德（1506年－1521年）：明朝—明武宗朱厚照之年號
- 日本
  - 永正（1504年－1521年）：後柏原天皇之年號
- 越南
  - 光紹（1516年－1522年）：後黎朝—黎昭宗黎椅之年号
  - 天宪（1518年－1519年）：后黎朝—黎槱之年号
  - 宣和（1516年—1521年）：后黎朝时期—陳㫒之年号

## 參看
- 中国年号索引
- 其他时期使用的顺德年号